# 勞士寬
勞士寬，广东南海人，明朝政治人物、进士出身。
洪武十八年，登乙丑科进士，授主事。